# Jorgenia gracilis
Jorgenia gracilis is een tweekleppigensoort uit de familie van de Lucinidae. De wetenschappelijke naam van de soort is voor het eerst geldig gepubliceerd in 2009 door Taylor & Glover.